# WISE 0759-4904
WISE 0757-4904 (= EQ J0759-4904) is een bruine dwerg met een spectraalklasse van T8. De ster bevindt zich 36,6 lichtjaar van de zon.